# Raggio effettivo
In astronomia il raggio effettivo, indicato con il simbolo re, è un parametro che definisce il raggio dell'isofota contenente la metà del flusso luminoso proveniente da una galassia. Ciò presuppone che la galassia abbia una simmetria sferica o almeno circolare rispetto al punto di vista dell'osservatore. Il raggio effettivo è un parametro importante nella legge di de Vaucouleurs, chiamata anche legge {\displaystyle R^{1/4}}, che descrive la luminosità superficiale di una galassia ellittica a seconda della sua distanza dal centro:
{\displaystyle \log _{10}\left({\frac {I(r)}{I_{\rm {eff}}}}\right)=-3.3307\left[\left({\frac {r}{R_{\rm {eff}}}}\right)^{1/4}-1\right]}
Dove {\displaystyle I_{\rm {eff}}} è la luminosità superficiale al {\displaystyle r=R_{\rm {eff}}}.